# Margibi
Margibi és un comtat del nord de la costa central de Libèria, és un dels 15 comtats que comprenen la seva divisió administrativa, té quatre districtes. Kakata és la capital i l'àrea del comtat té 2.616 quilòmetres quadrats. Des del Cens de 2008, aquest tenia 209.923 persones, fent-lo el sisè comtat més populós de Libèria. El superintendent Distingit de Margibi és Levi Piah. El comtat és confinat pel comtat de Montserrado a l'oest, el comtat de Grand Bassa a l'est, i el comtat de Bong al nord. La part del sud de Margibi es troba a l'oceà Atlàntic.
Ocupa 3.263 km² de superfície, que alberguen a una població de 145.000 habitants (xifres del cens realitzat el 2007). Pel que fa a la densitat poblacional és de 44,4 habitants per cada quilòmetre quadrat.

## Districtes
- Firestone
- Gibi
- Kakata
- Mambah-Kaba